# Os hamulare basale
Het os hamulare basale is de naam voor een incidenteel voorkomend extra handwortelbeentje, gelegen bij het haakvormig uitsteeksel van het os hamatum, aan de basis van de vierde en de vijfde middenhandsbeen. Het komt bij een klein deel van de bevolking voor. Het os hamulare basale wordt vaak onderscheiden van het os hamuli proprium, dat daadwerkelijk bij het haakvormig uitsteeksel van het os hamatum gelegen is. Het os hamulare basale daarentegen is gelegen aan de basis van deze hamulus ossis hamati.
Op röntgenfoto's wordt een os hamulare basale soms onterecht aangemerkt als afwijkend, losliggend botdeel of als fractuur. Radiologisch onderscheid tussen een os hamuli proprium en een os hamulare basale is moeilijk, maar heeft ook weinig klinische betekenis.